# Sanya Open
Het Sanya Open was een jaarlijks golftoernooi in China, dat deel uitmaakte van de Aziatische PGA Tour. Het toernooi werd opgericht in 2003 en vond telkens plaats op de Yalong Bay Golf Club in Sanya, Hainan. In 2004 werd dit toernooi voor het laatst georganiseerd.
Het toernooi werd gespeeld in een strokeplay-formule met vier ronden en na de tweede ronde werd de cut toegepast.

## Winnaars
| Jaar | Winnaar             | Sore | Sore | Info                            |
| ---- | ------------------- | ---- | ---- | ------------------------------- |
| 2003 | Marcus Both         | 275  | –15  | [ 1 ]                           |
| 2004 | Terry Pilkadaris po | 270  | –18  | Won de play-off van Clay Devers |

| Toernooirecord |  | po = winnares na play-off |